# 浦东南区
浦东南区，是汪精卫政权在上海市设置的一个区。位于今浦东新区西部，因地处浦东南部，故名。
民国27年（1938年）4月28日，上海市大道政府接受中华民国维新政府领导，改称督办上海市政公署。10月16日，督办上海市政公署改组为上海特别市政府。10月15日，浦东南区政务署成立。12月1日，中华民国维新政府行政院颁布《上海特别市管辖区域暂行办法》训令，浦东区分为浦东南区和浦东北区。浦东南区辖境包括抗战前上海市的洋泾区、塘桥区、杨思区和未接收的三林区，东界为原上海市东界南段，并向南延伸至东三林塘东南；南界从东三林塘东南起，向西过周周公路转弯处，沿新桥港向北至三林塘，向东至黄浦江止；西界为黄浦江；北界为抗战前杨思区北界。
民国28年（1939年）1月1日，上海特别市政府奉令将所辖浦东南区等区政务署改称区公署。民国30年（1941年）8月1日，《上海特别市政府各区公署暂行规则》发布，规定区公署分为二等，浦东南区为二等区。民国32年（1943年）8月6日，浦东南区改称第六区。民国33年（1944年）8月1日，上海特别市政府布告，全市行政区域划定为市区、郊区和县区，第六区复名浦东南区，浦东南区属郊区。民国34年（1945年）抗战胜利后，浦东南区撤销。